# 威廉·洛夫图斯

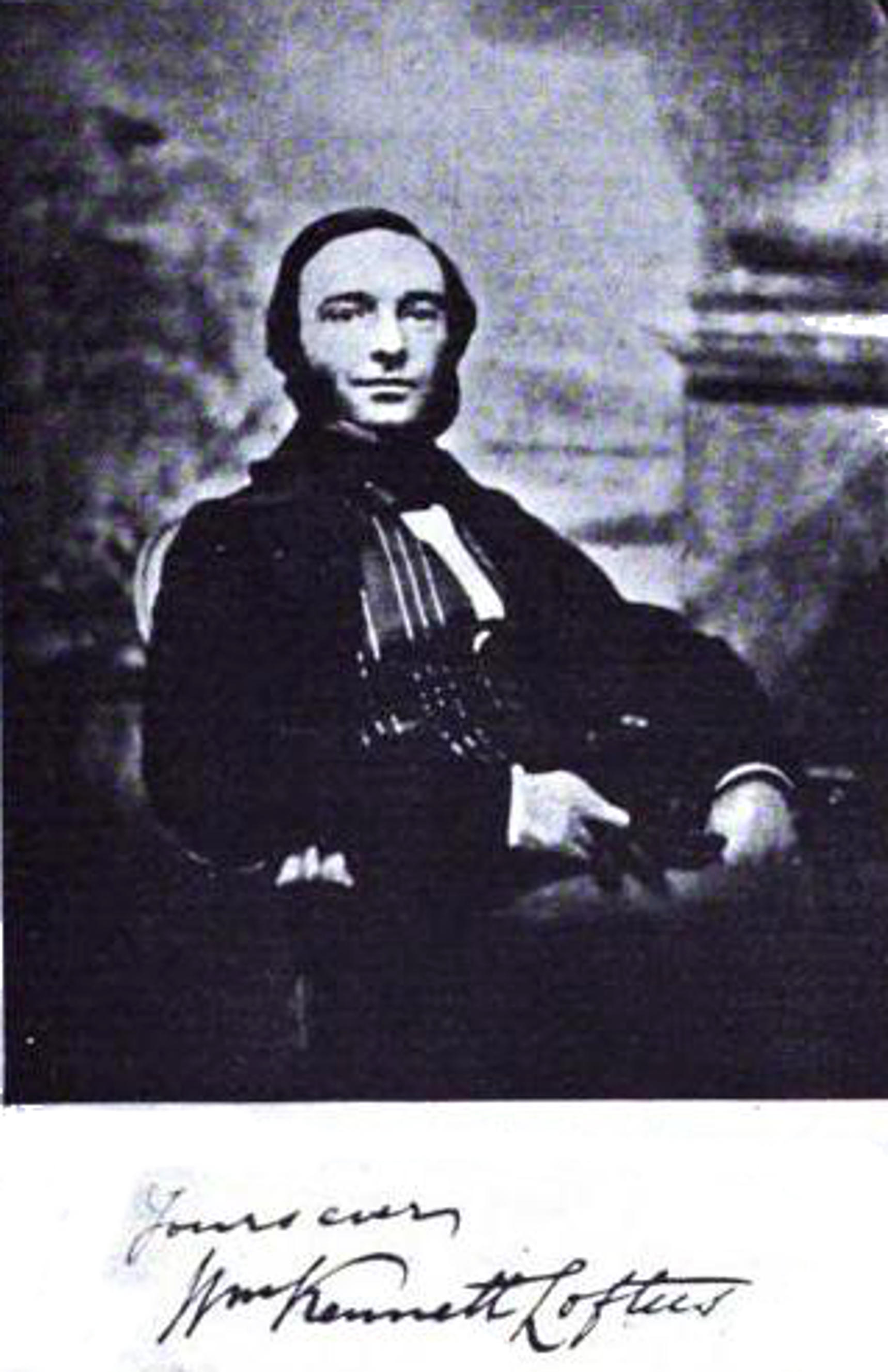
威廉·洛夫图斯

威廉·肯尼特·洛夫图斯（英語： William Kennett Loftus，1820年11月13日—1858年11月27日）是一位英国地质学家、博物学家、探险家和考古发掘者，他于1849年发现了苏美尔古城乌鲁克。

## 生平
洛夫图斯在英格兰的东萨塞克斯郡的拉伊长大，并在纽卡斯尔皇家文法学校上学。1840年起，他开始在剑桥学习地质学，并担任维尔与凯斯学院的住院医师。 1845年，他与夏洛特·瑟伯恩结婚。从1849年起，他在芬威克·威廉姆斯上校领导下的英国政府下属的突厥-波斯边境委员会担任地质学家和博物学家。这次任务使洛夫图斯和他的朋友亨利·阿德里安·丘吉尔有机会现场考察美索不达米亚的古代遗址。1850年，他们在乌鲁克和拉尔萨进行了为期一个月的挖掘，并发现了乌尔大塔庙的遗址。
这之后，洛夫图斯离开了在边境委员会的职位。1851年2月至4月，他代表大英博物馆，开始在苏萨进行考古发掘工作，1851年6月，他的工作被另一位考古学家霍姆兹德·拉扎姆取代，洛夫图斯随后与他一起发掘了这些遗址，并合作撰写了一份关于苏萨的报告。人们普遍认为是洛夫图斯最早发现了苏萨的阿帕达纳宫，这个宫殿后来被法国的业余考古学家马塞尔-奥古斯特·迪乌拉福伊法发掘完成。
1853年，洛夫图斯受新成立的亚述挖掘基金会委托，在乌鲁克进行挖掘工作。1854年1月至4月，洛夫图斯一直在乌鲁克工作，他在那里发现了著名的彩色粘土锥墙和一些用楔形文字书写的石碑。同年10月，他转到尼尼微和尼姆鲁德继续进行发掘工作。1855年2月，他在尼姆鲁德发现了亚述国王阿淑尔纳西尔帕二世的所谓“焚宫”和一批精美的象牙。 1854年，他在泰尔-西弗尔（Tell sifr）进行了短暂的挖掘。

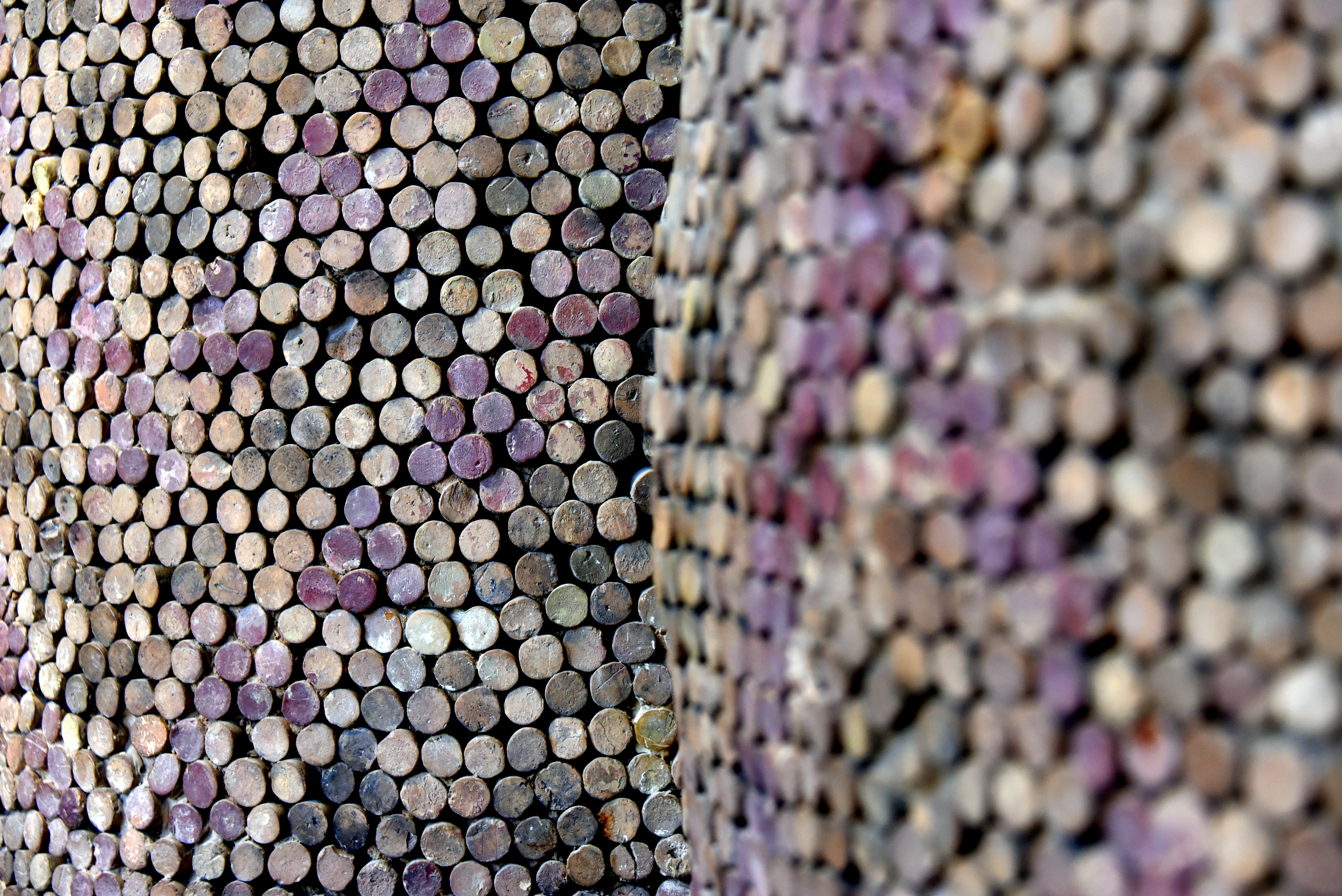
彩色粘土锥墙

1856年9月，洛夫图斯斯受聘担任印度地质调查局的助理地质学家，但在印度，他的健康状况每况愈下。同年11月27日，他在返回英国的船上去世，享年38岁。

## 著作
- Travels and Researches in Chaldaea and Susiana in 1849-52 (1857)
- Reports of the Assyrian Excavation Fund I and II, published in R.D. Barnett, Sculptures from the North Palace of Ashurbanipal at Nineveh (668-627 B.C.) (1976)